# Miravé
Miravé es una entidad de población española del municipio leridano de Pinell de Solsonès, en la comunidad autónoma de Cataluña.

## Toponimia
El nombre del lugar puede aparecer referido como Miraver y Miravé.

## Historia
Hacia mediados del siglo XIX, el lugar, por entonces con ayuntamiento propio, tenía contabilizada una población de 40 habitantes. Estaba formado por 12 casas dispersas. Aparece descrito en el decimoprimer volumen del Diccionario geográfico-estadístico-histórico de España y sus posesiones de Ultramar de Pascual Madoz de la siguiente manera:

MIRAVER: l. con ayunt. en la prov. de Lérida (14 leg.), part. jud. y dióc. de Solsona (1 1/4), aud. terr. y c. g. de Barcelona (16 1/2). sit. sobre una altura en terreno montuoso; clima frio, vientos NE. y se padecen las fiebres catarrales y pulmonías. Se compone de 12 casas dispersas por el térm., y una igl. parr. (San Pedro), de segundo ascenso y patronato real y ecl.: de ella depende el anejo de San Climens, y está servida por un cura párroco. El term. confina por el N. con Clará (1 1/2 hora); E. Castellvell, igual dist.; S. Llovera (1/2), y O. con el anejo de San Climens (1), encontrándose en él algunos pozos y balsas. El terreno es montuoso, de secano y mediana calidad. Los caminos se dirigen á Solsona en malísimo estado, y la correspondencia se recibe del mismo punto. prod.: centeno, patatas y bellotas; cria algun ganado lanar y de cerda; y caza de perdices, conejos y algunas liebres. pobl.: 12 vec., 40 alm. riqueza imp.: 30,879 rs. contr. el 14'48 por 100 de esta riqueza.
(Madoz, 1848, p. 438)

En la actualidad pertenece al municipio de Pinell de Solsonès. En 2022, tenía empadronados 21 habitantes.

## Patrimonio
En el lugar hay una iglesia bajo la advocación de San Pedro.